# Rhathymus
Rhathymus is een geslacht van vliesvleugelige insecten uit de familie bijen en hommels (Apidae)

## Soorten
- R. ater (Smith, 1854)
- R. beebei Cockerell, 1918
- R. bicolor Lepeletier & Audinet-Serville, 1828
- R. concolor Friese, 1921
- R. cristatus Ducke, 1907
- R. fulvus Friese, 1906
- R. insignis (Dominique, 1898)
- R. michaelis Friese, 1900
- R. nigripes Friese, 1912
- R. paraguayensis Schrottky, 1920
- R. quadriplagiatus (Smith, 1860)
- R. rufescens Friese, 1920
- R. scoliaeformis Schrottky, 1920
- R. trinitatis Cockerell, 1935
- R. unicolor (Smith, 1854)
- R. versicolor Friese, 1906
- R. vespiformis (DeGeer, 1773)